# Commiphora myrrha
Commiphora myrrha is een boom behorend tot de familie Burseraceae. De boom levert de bekende mirrehars op.

## Beschrijving
De soort is een kleine, stekelige en bladverliezende boom of struik die een hoogte bereikt van ongeveer 5 meter. Verder hebben deze bomen een kleine, maar duidelijke stam. De buitenste schors heeft een zilverachtig, witachtig of blauwachtig grijze kleur, en bladdert af in grote of kleine papierachtige vlokken van de groenkleurige onderbast. De schors zweet een geurige balsemachtige gomhars uit. De boom heeft kleine blaadjes die grijsgroen of blauwgrijs van kleur zijn. 

## Verspreiding
De soort komt voor in Noordoost- en Oost-Afrika en op het Arabisch schiereiland, in de landen Ethiopië, Somalië, Kenia, Saoedi-Arabië en Oman. Hij groeit daar in bosjes in woestijnachtig kreupelhout en in open boslanden met Commiphora- en Acacia-soorten. De boom groeit op ondiepe grond, voornamelijk op kalksteen en op hoogtes tussen de 250 en 1300 meter.

## Gebruik
De gomhars wordt voor verschillende medicinale doeleinden gebruikt. Ook kan er een etherische olie uit gewonnen worden. De gomhars heeft een aromatische smaak en geur, maar kan ook bijtend en bitter zijn.
Het wordt gebruikt in parfums en in wierook die gebruikt wordt voor religieuze ceremonies. In oude tijden werd het ook gebruikt bij de balseming van lijken.  
... 
C. africana · 
C. caudata · 
C. gileadensis · 
C.  guidottii · 
C. kataf · 
C. myrrha · 
C. simplicifolia · 
C. wightii · 
C. wildii
...